# Jekyll i Hyde. Wielorakie Ja we współczesnym świecie
Jekyll i Hyde. Wielorakie Ja we współczesnym świecie – książka pod redakcją naukową ‪John‬a‪ Rowan‬a i‪ ‬‪Mick‬a‪ Cooper‬a‪, opublikowana po raz pierwszy po angielsku pt. ‪The Plural Self‬: ‪Multiplicity in Everyday Life‬ w roku 1999; wydana po polsku przez Gdańskie Wydawnictwo Psychologiczne w roku 2008. Książka zajmuje się eksploracją różnorakich zagadnień psychologicznych związanych z "wielorakością" lub "pluralizmem Ja" (także: "wielość Ja", "wieloaspektowość Ja", "polipsychizm", "dialogowe Ja"). W podejściu zakładającym wielorakość Ja twierdzi się, że jednostka może być pojmowana jako wielość różnych jakościowo Ja (podosobowości), a jednocześnie jako jedno Ja.

## Koncepcjawielorakości Ja, kontrowersje
Wielorakość Ja jest  współcześnie w opinii autorów jednym z najbardziej istotnych zagadnień psychologii tożsamości
Koncepcja polipsychicznej natury ludzkiej psychiki (wielorakiego Ja) nie jest przez psychologów powszechnie uznawana. Przedstawiciele szkoły społeczno-poznawczej zupełnie nie wierzą w polipsychiczność. Wśród samych zwolenników polipsychicznego pojmowania osobowości dają się wyróżnić dwie szkoły myślenia.
1. Szkoła zorientowana bardziej mechanistycznie, badająca modularność umysłu, zajmująca się poznawczą nieświadomością, równoległym przetwarzaniwem informacji, subsystemami pamięci itp.
2. Szkoła zorientowana bardziej duchowo, w większym stopniu skupiona na naprawianiu ogólnej psychopatologii naszej kultury, wypierającej duchowość[7].

Szkoła (1.) oraz wywodzące się z niej terapie będą mogły zadomowić się w psychologii akademickiej, gdy tylko zebrana zostanie wystarczająca ilość danych potwierdzających, oraz przezwyciężony zostanie zwykły opór związany ze zmianą paradygmatu. Szkoła (2.) nie ma takich szans, gdyż język duchowości nie jest akceptowany na uniwersytetach. Zdaniem niektórych zwolenników polipsychicznego pojmowania ludzkiej psychiki, opór wielu psychologów wobec idei polipsychiczności jest ukrytym i bezwiednym oporem wobec duchowego ujmowania tej idei. W związku z tym zalecają zwolennikom, żeby – ze względów taktycznych –
skupili się na mechanistycznych aspektach polipsychiczności. 

## Różne podejścia do zagadnieniawielorakości Ja
Różni badacze na różne sposoby podchodzą do zagadnienia wielorakości Ja.

- Modele wielorakości Ja:
  - model intrapsychiczny,
  - model doświadczeniowy,
  - model intersubiektywny.

- Wielorakość Ja a przystosowanie i nieprzystosowanie:
  - niektórzy autorzy łączą wielorakość Ja z nieprzystosowaniem;
  - inni zarówno z nieprzystosowaniem, jak i z przystosowaniem, w zależności od rodzaju wielorakości Ja.

- Uniwersalność wielorakości Ja a różnice indywidualne:
  - jedni autorzy podkreślają uniwersalność wielorakości Ja,
  - inni kładą nacisk na różnice indywidualne.

- Wielorakość Ja a uwarunkowania kulturowe:
  - jedni autorzy rozpatrują wielorakość Ja jako produkt ponowoczesności,
  - inni traktują ją także jako produkt nowoczesności.

- Wielorakość ja a "centrum":
  - niektórzy autorzy podkreślają rolę "centrum" koordynującego różne Ja,
  - inni ujmują różne Ja jako w mniejszym stopniu poddane kontroli.

- Wielorakość Ja a osobowość wieloraka:
  - niektórzy autorzy ukazują wielorakość Ja na jednym kontinuum z dysocjacyjnym zaburzeniem tożsamości (dawniej zwanym zaburzeniem osobowości wielorakiej),
  - inni kwestionują ten pogląd.

## Historia
Pojęcie pluralizmu Ja (wielorakości Ja, polipsychizmu) nie jest nowe.
Według zwolenników tej koncepcji, poniższe przykłady z historii nawiązują do polipsychizmu
- Platon (zm. 347 p.n.e.) (w dziele Fajdros) mówił o trzech częściach psychiki;
- pierwsi psychologowie, tacy jak Pierre Janet (zm. 1947), William James (zm. 1910), Morton Prince (zm. 1929) nawiązywali do wieloaspektowości Ja.

Jednak wielkie zainteresowanie wielorakością Ja pod koniec XX wieku było całkiem nową jakością. Od 1980 roku pluralistyczne ujęcie Ja  przedstawiali psychoterapeuci (Capachchione, Ferruci, Grotstein, Landy, Mahrer, Rowan, Schwartz, Sliker, Stone i Winkelman, Watkins), psychologowie poznawczy (Martindale), neuropsychologowie (Gazzaniga), psychologowie społeczni (Gergen, Hermans, Rosenberg i Gara), psychologowie osobowości (Gregg, Lester), psychologowie humanistyczni (Larsen).
W świecie nowoczesnym (modernistycznym), w którym obowiązywało powiedzenie "jeden człowiek, jedno zajęcie" (a także takie idee, jak linearny rozwój i naukowe poszukiwanie prawdy), pojęcie autonomicznego, pojedynczego Ja, wydawało się wiarygodne, wręcz oczywiste.
W świecie ponowoczesnym (postmodernistycznym), w którym dominują wielorakie, fragmentaryczne umiejscowienia jednostki w społeczeństwie i dekonstrukcja absolutnych prawd, pojęcie jednolitego Ja staje się reliktem epoki modernizmu.
Filozofowie postmodernizmu ogłosili "śmierć podmiotu". Podmiotowość została zredukowana do czegoś niewiele ważniejszego, niż miejsce w cyberprzestrzeni, do chwilowych miejsc zaistnienia w społecznych relacjach na niejednolite sposoby. 

### Podejście psychologów i psychoterapeutów
Także współczesna psychologia odchodzi od modernistycznego, całościowego traktowania Ja, choć nie posuwa się aż do całkowitego negowania Ja (podmiotowości), jak ma to miejsce w postmodernizmie.
Teoretyczne dekonstruowanie podmiotowości nie jest tożsame z bezpośrednim zetknięciem się z nią w relacji terapeutycznej. Tu odnajduje się subiektywność, która nie zniknęła: ludzi dręczonych przez emocjonalne cierpienia, walczących z poczuciem bezsensu życia, nie potrafiących unicestwić swoich Ja, nawet gdy bardzo chcą zanurzyć się w świecie pozbawionym własnego Ja. Często właśnie poczucie fragmentacji Ja jest najbardziej bolesnym problemem, z jakim się oni borykają. W takiej sytuacji – jak twierdzą niektórzy psychoterapeuci – postmodernistyczne świętowanie "upadku podmiotowości" jest wyrazem skrajnego braku wrażliwości w stosunku do takich osób.

## Powstawanie podosobowości
Istnieje co najmniej sześć źródeł podosobowości.
- Role – różne role życiowe (np. matka, nauczyciel) mogą powodować pojawianie się różnych podosobowości,
- Wewnętrzne konflikty – mogą wiązać się z wyodrębnianiem się skonfliktowanych podosobowości,
- Wyobrażone wizerunki – zdarza się, że identyfikujemy się ze sławną osobistością i przejmujemy jej charakterystyczne cechy, co może spowodować wyodrębnienie się podosobowości,
- Nieświadomość indywidualna – kompleksy w ujęciu Junga to przykład podosobowości pochodzących z nieświadomości indywidualnej,
- Nieświadomość kulturowa – stąd pochodzi m.in. zespół patriarchalnych wzorców, mogący tworzyć podosobowość,
- Nieświadomość zbiorowa – według Junga z nieświadomości zbiorowej wywodzą się archetypy, np. archetyp Animy, który jest pojawiającą się dość powszechnie podosobowością.

## Konstrukcja książki

### Tematy
Książka podsumowuje dorobek współczesnej (do roku 1998) nauki o osobowości. Jest zbiorem kilkunastu artykułów, napisanych przez różnych autorów. Poszczególne artykuły stanowią odrębne rozdziały książki.
W książce tej przedstawiono różnorodne podejścia do tematu wielorakości Ja:
"Jak przystało na książkę o pluralizmie Ja, rozdziały zamieszczone w tym tomie prezentują wielość pluralistycznych perspektyw."
- Są w nim rozdziały, które opowiadają się za intrapsychicznym modelem wielorakości Ja (2, 7, 10), za modelem doświadczeniowym (3, 12), za modelem intersubiektywnym (6, 4, 14).
- Są rozdziały, których autorzy łączą wielorakość Ja z nieprzystosowaniem (9) albo zarówno z nieprzystosowaniem, jak i z przystosowaniem, w zależności od rodzaju wielorakości Ja (3, 10).
- Autorzy niektórych rozdziałów podkreślają uniwersalność wielorakości Ja (10), a inni kładą nacisk na różnice indywidualne (9).
- Są rozdziały, w których wielorakość Ja rozpatrywana jest jako produkt ponowoczesności (5), oraz rozdziały, w których wielorakość ta traktowana jest także jako produkt nowoczesności (3).
- Niektóre rozdziały podkreślają rolę "centrum" koordynującego różne Ja, a inne ujmują różne Ja jako w mniejszym stopniu poddane kierownictwu (7).
- W niektórych rozdziałach wielorakość ja została ukazana na jednym kontinuum z dysocjacyjnym zaburzeniem tożsamości (dawniej zwanym zaburzeniem osobowości wielorakiej) (9, 2), natomiast jeden z autorów usilnie kwestionuje ten pogląd (10)[13].

### Rozdziały
- Część I – Teoria
  - (Rozdział 1) Normalny rozwój subosobowości John Rowan
  - (Rozdział 2) Alter ego i deja vu James S. Grotstein
  - (Rozdział 3) Jeśli nie możesz być Jekyllem, bądź Hyde'em Mick Cooper
  - (Rozdział 4) Dialogowy umysł John Shotter
  - (Rozdział 5) Kultura postmodernistyczna i wielorakie Ja Leon Rappoport, Steve Baumgardner i George Boone

- Część II – Badania
  - (Rozdział 6) Polifonia umysłu: wielogłosowe i dialogowe Ja Hubert J. M. Hermans
  - (Rozdział 7) Wieloraki mózg a jedność doświadczenia Brian Lancaster
  - (Rozdział 8) Wielorakość z perspektywy międzykulturowej Ruth-Inge Heinze
  - (Rozdział 9) Różnice indywidualne w strukturze Ja John Atrocchi
  - (Rozdział 10) Kontinuum dysocjacji Colin Ross

- Część III – Praktyka
  - (Rozdział 11) Ekspresja subosobowości Mick Cooper i Helen Cruthers
  - (Rozdział 12) Wrota do wewnętrznego świata Alvin R. Mahrer
  - (Rozdział 13) Model systemu rodziny wewnętrznej Richard C. Schwartz
  - (Rozdział 14) Wielorakość Ja i kultura Mary Watkins